# تایتانیک (فیلم ۱۹۴۳)
تایتانیک (انگلیسی: Titanic) یک فیلم پروپاگاندای آلمانی محصول سال ۱۹۴۳ است. این فیلم در زمان جنگ جهانی دوم در برلین توسط کمپانی توبیس برای اونیورزوم فیلم ساخته شد. کارگردان اصلی فیلم هربرت زلپین در زمان ساخت فیلم پس از حرف زدن علیه رژیم نازی دستگیر شد — وی را بعدتر در زندان، آویخته به دار یافتند — و فیلم توسط ورنر کلینلر کامل شد که نامش در فیلم ذکر نشده بود.

## بازیگران
- سیبیل اشمیتس در نقش سیگرید اولینسکی
- هانس نیلسن در نقش افسر اول پترسن
- کیرستن هایبرگ در نقش گلوریا
- ارنست فریتز فوربرینگر در نقش ژوزف بروس ایزمی
- کارل شونبوک در نقش جان جیکوب آستور چهارم
- شارلوت تیله در نقش مادلین آستور
- اوتو ورنیکه در نقش ادوارد اسمیت
- فرانتس شافهایتلین در نقش هوندرسون
- هربرت تیده در نقش افسر دوم لایتولر[۱]
- سپ ریست در نقش یان